# میساکو اونو
میساکو اونو (انگلیسی: Misako Uno; زاده ۱۶ ژوئیهٔ ۱۹۸۶) شخصیت تلویزیونی، هنرمند، بازیگر، مقاله‌نویس، استعدادیاب ژاپنی است که بیشتر به‌عنوان خواننده اصلی و رقصنده هنرهای نمایشی گروه موسیقی ای‌ای‌ای شناخته می‌شود. وی از سال ۲۰۰۵ میلادی تاکنون مشغول فعالیت بوده‌است. او همچنین مدیر میانی شرکت اوکس است. 
نخستین نقش‌آفرینی او به‌عنوان بازیگر در سینما، در فیلم هالیوودی ترسناک کینه ۲ در نقش میوکی بود.